# 西日本鉄道桧原自動車営業所
桧原自動車営業所（ひばるじどうしゃえいぎょうしょ）は、西日本鉄道のバス営業所の一つで、主に福岡市都心部と南区西部を結ぶ路線を担当する。営業所表記は○桧。南営業課の主幹営業所である。
1955年（昭和30年）5月1日開設。

## 管轄路線
- 2023年10月1日現在の路線（太字は始発・終点停留所）

### 油山線
天神・博多駅・吉塚営業所～桧原営業所・片江営業所を、明治通・市立美術館・六本松経由で結ぶ路線。片江営業所との共同運行。桧原営業所の社屋改築工事に伴い、2018年3月17日ダイヤ改正より一時的に片江営業所の単独運行となっていたが、桧原営業所の新社屋完成後に実施された2019年7月20日ダイヤ改正において、桧原営業所の担当が復活し、片江営業所との共同運行に戻った。
- ■■ 13（大名二丁目→博多駅：3／大名二丁目→吉塚営業所：1）
  - 桧原営業所 - 堤 - 島廻橋 - 笹丘 - 六本松 - 福岡市美術館東口 - 赤坂門 - 天神 - 呉服町 - 博多駅
  - 桧原営業所 - 堤 - 島廻橋 - 笹丘 - 六本松 - 福岡市美術館東口 - 赤坂門 - 天神 - 呉服町 - 千代町 - 県庁前 - 吉塚営業所
  - 博多工業高校←堤←島廻橋←笹丘←六本松←福岡市美術館東口←赤坂門←天神←呉服町←博多駅

- ■■ 快速13（西鉄グランドホテル前→吉塚営業所：1、快速区間：六本松～千代町）
  - 桧原営業所 -（この間全停留所に停車）- 六本松 - 大手門・平和台陸上競技場入口 - 赤坂門 - 西鉄グランドホテル前 - 天神 - 川端町・博多座前 - 呉服町 - 千代町 -（この間全停留所に停車）- 吉塚営業所

### 油山（快速）博多駅線
博多駅 - 桧原営業所・片江営業所間を、国体道路・キャナルシティ博多前・天神・六本松・油山観光道路経由で結ぶ路線。片江営業所との共同運行。
先述の13番と同様、桧原営業所の社屋改築工事に伴い、2018年3月17日のダイヤ改正より一時的に片江営業所の単独運行となっていたが、新社屋完成後に実施された2019年7月20日のダイヤ改正で、桧原営業所の担当便が復活し、片江営業所との共同運行に戻った。
- ■■ 113（六本松→博多駅：8）
  - 桧原営業所 - 堤 -  島廻橋 - 笹丘 - 六本松 - 警固町 - 天神警固神社・三越前 - キャナルシティ博多前 - 博多駅
  - 博多工業高校 - 堤 -  島廻橋 - 笹丘 - 六本松 - 警固町 - 天神警固神社・三越前 - キャナルシティ博多前 - 博多駅
  - 片江営業所 - 南片江小学校前 - 堤 - 島廻橋 - 笹丘 - 六本松 - 警固町 - 天神警固神社・三越前 - キャナルシティ博多前 - 博多駅

- ■■ 快速113（六本松→博多駅：8、快速区間：六本松～博多駅）
  - 桧原営業所 -（この間全停留所に停車）- 六本松 - 警固町 - 天神警固神社・三越前 - 天神一丁目 - キャナルシティ博多前 - 祇園町 - 博多駅
  - 片江営業所 -（この間全停留所に停車）- 六本松 - 警固町 - 天神警固神社・三越前 - 天神一丁目 - キャナルシティ博多前 - 祇園町 - 博多駅

### 野間（城南）博多駅線
桧原営業所と博多駅・博多港国際ターミナルを、皿山・高宮通り・住吉通り経由で結ぶ路線。
- ■■ 50（薬院駅前→中央ふ頭：88）
  - 桧原営業所 - 自動車免許試験場前 - 皿山一丁目 - 野間四角 - 西鉄高宮駅 - 西鉄平尾駅 - 薬院大通り - 薬院駅前 - 渡辺通一丁目 - 住吉 - 博多駅 - 呉服町 - 蔵本 - 国際会議場サンパレス前 - マリンメッセ前 - 博多港国際ターミナル（中央ふ頭）

### 野間～天神線
桧原営業所・柏原営業所と天神地区・西鉄大橋駅を、長住または皿山経由で結ぶ路線。柏原営業所との共同運行。
- ■□■ 51（大名二丁目→吉塚営業所・九大病院：1）
  - 柏原営業所 - 柏陵高校前 - 自動車免許試験場前 - 皿山一丁目 - 野間四角 - 西鉄高宮駅 - 西鉄平尾駅 - 薬院大通り - 警固町 - 赤坂門 - 天神 - 呉服町 - 千代町 - 県庁前 - 九大病院
  - 柏原営業所 - 柏陵高校前 - 自動車免許試験場前 - 皿山一丁目 - 野間四角 - 西鉄高宮駅 - 西鉄平尾駅 - 薬院大通り - 警固町 - 赤坂門 - 天神 - 呉服町 - 千代町 - 県庁前 - 吉塚営業所
  - 桧原営業所 - 自動車免許試験場前 - 皿山一丁目 - 野間四角 - 西鉄高宮駅 - 西鉄平尾駅 - 薬院大通り - 警固町 - 赤坂門 - 天神 - 呉服町 - 千代町 - 県庁前 - 吉塚営業所
- ■■ 52（大名二丁目→吉塚営業所：1）
  - 桧原営業所 - 松本池 - 長住六丁目 - 長住三丁目 - 野間四角 - 西鉄高宮駅 - 西鉄平尾駅 - 薬院大通り - 警固町 - 赤坂門 - 天神 - 呉服町 - 千代町 - 県庁前 - 吉塚営業所
  - 柏原営業所 - 柏陵高校前 - 松本池 - 長住六丁目 - 長住三丁目 - 野間四角 - 西鉄高宮駅 - 西鉄平尾駅 - 薬院大通り - 警固町 - 赤坂門 - 天神 - 呉服町 - 千代町 - 県庁前 - 吉塚営業所
- ■■ 52-1
  - 桧原営業所 - 松本池 - 長住六丁目 - 長住三丁目 - 寺塚 - 野間四角 - 西鉄高宮駅 - 西鉄平尾駅 - 薬院大通り - 警固町 - 赤坂門 - 天神
- ■■ 区2
  - 桧原営業所 - 自動車免許試験場前 - 長住六丁目 - 長住三丁目 - 長住一丁目 - 野間四角 - 南区役所 - 西鉄大橋駅

区2は平日のみの運行。以前は土日祝日も運行されていたが、2020年10月1日改正で平日のみの運行となった。

### 長住〜天神線
桧原営業所・長住地区 - 天神地区間を、平和一丁目・渡辺通り経由で結ぶ路線。本系統の単独運行区間が長い上に、南区内に狭隘かつ勾配が連続する区間があり、能古島内線に匹敵する厳しい道路条件であることが特徴。全便スロープ付中型バスで運行する。
- ■■ 55（那の川→那の津四丁目：W3）
  - 桧原営業所 - 松本池 - 長住六丁目 - 長住三丁目 - 寺塚 - 平和一丁目 - 那の川 - 渡辺通一丁目 - 天神 - 浜の町病院入口 - 那の津四丁目

基本的に桧原営業所発着であるが、朝夕を中心に長住六丁目折り返し便も設定されている。天神方面は、那の津四丁目行きと天神北止まりの便があるが、逆は全て那の津四丁目始発である（天神北止まりは終点の天神北（降車場）到着後に那の津四丁目へ回送）。

### 小笹・小笹団地線
桧原営業所・柏原営業所 - 天神・博多駅間を、小笹・明治通経由で結ぶ路線。柏原営業所との共同運行。
- ■■ 56（大名二丁目→博多駅：3）
  - 桧原営業所 - 下長尾 - 小笹二丁目 - 小笹 - 動物園前 - 薬院大通り - 警固町 - 赤坂門 - 天神 - 呉服町 - 博多駅
  - 柏原営業所 - 柏陵高校前 - 下長尾 - 小笹二丁目 - 小笹 - 動物園前 - 薬院大通り - 警固町 - 赤坂門 - 天神 - 呉服町 - 博多駅

- ■■ 57（大名二丁目→博多駅：3）
  - 桧原営業所 - 下長尾 - 小笹二丁目 - 小笹 - 桜坂 - 薬院大通り - 警固町 - 赤坂門 - 天神 - 呉服町 - 博多駅
  - 柏原営業所 - 柏陵高校前 - 下長尾 - 小笹二丁目 - 小笹 - 桜坂 - 薬院大通り - 警固町 - 赤坂門 - 天神 - 呉服町 - 博多駅

- ■  快速57-1（大名二丁目→博多駅：3）
  - 桧原営業所→（この間全停留所に停車）→ 小笹→小笹団地東門→桜坂→筑紫女学園前→警固町→（この間全停留所に停車）→天神→（この間全停留所に停車）→博多駅

### 桧原（城南）博多駅線

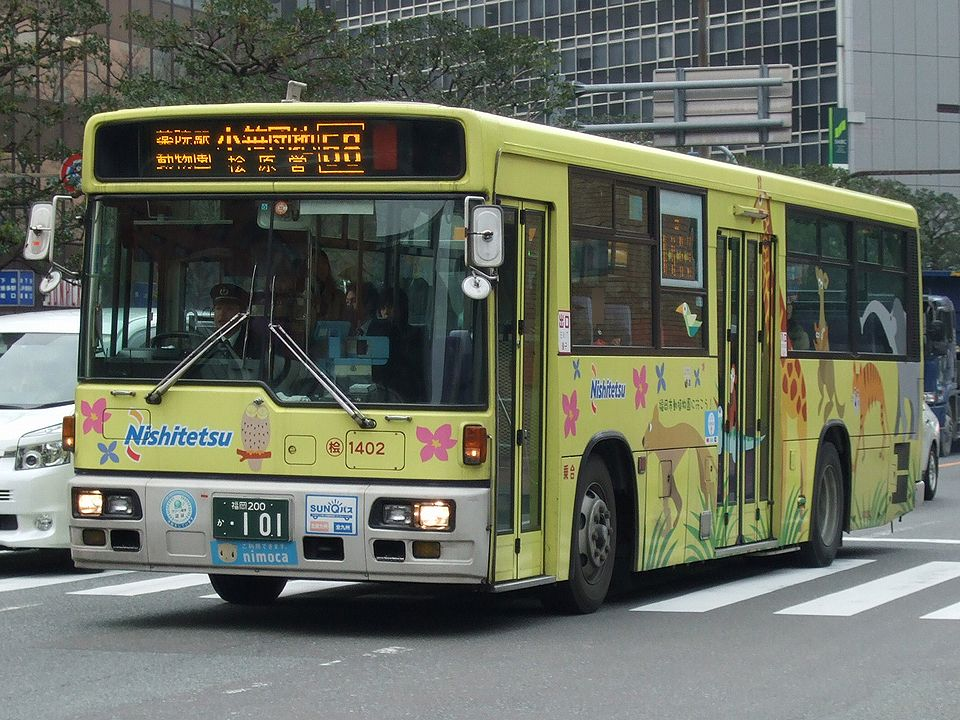
博多駅前を発車した58番
写真の車両は動植物園ラッピング車である

桧原営業所 - 博多駅間を、小笹・薬院駅前・住吉通経由で結ぶ路線\\。
- ■■ 58
  - 桧原営業所 - 下長尾 - 小笹二丁目 - 小笹 - 動物園前 - 薬院大通り - 薬院駅前 - 渡辺通一丁目 - 住吉 - 博多駅

- ■ 快速58
  - 桧原営業所→（この間全停留所に停車）→小笹→小笹団地東門→教会前→薬院大通り→薬院駅前→渡辺通一丁目→渡辺通一丁目サンセルコ前→住吉→駅前四丁目→博多駅

- ■■ エコルライナー 58
  - 博多駅→（ノンストップ）→渡辺通一丁目→薬院駅前→動物園前→小笹

- ■ 58-1
  - 博多駅→住吉→渡辺通一丁目→薬院駅前→桜坂→上智福岡中高前→動物園前→薬院駅前→渡辺通一丁目→住吉→博多駅

### 長住〜博多駅線
桧原・柏原営業所 - 博多駅間を、自動車免許試験場・長住・野間四角経由で結ぶ路線。渡辺通一丁目経由が65番、百年橋経由が67番である。
- ■■ 65
  - 桧原営業所 - 自動車免許試験場前 - 長住六丁目 - 長住三丁目 - 野間四角 - 日赤前 - 那の川 - 渡辺通一丁目 - 住吉 - 博多駅

- ■■ 67
  - 柏原営業所 - 柏陵高校前 - 自動車免許試験場前 - 長住六丁目 - 長住三丁目 - 野間四角 - 日赤前 - 那の川 - 百年橋 - 博多駅
  - 桧原営業所 - 自動車免許試験場前 - 長住六丁目 - 長住三丁目 - 野間四角 - 日赤前 - 那の川 - 百年橋 - 博多駅

67番は柏原営業所発着があるが、桧原営業所の単独運行である（長住三丁目 - 博多駅間は片江営業所が担当する64番と同一経路である）。基本的に65番は桧原営業所発着、67番は柏原営業所発着である。博多駅行きの終点は65番は博多駅西日本シティ銀行前、67番は博多駅筑紫口であるが（終点到着後に博多営業所またはおたふく駐車場へ回送）、逆はいずれも博多駅前Cのりば始発である（博多営業所またはおたふく駐車場から回送）。

### 桧原（小笹）博多駅線
桧原営業所・藤崎 - 博多駅間を、小笹・山荘通・百年橋経由で結ぶ路線。博多営業所・百道浜営業所との共同運行。
- ■■ 69
  - 博多駅 - 百年橋 - 那の川 - 西鉄平尾駅 - 小笹 - 小笹二丁目 - 下長尾 - 桧原営業所

- ■■ 69-1
  - 博多駅 - 百年橋 - 那の川 - 西鉄平尾駅 - 小笹 - 笹丘一丁目 - 城南区役所前 - 中村高校前 - 昭代一丁目 - 弥生二丁目 - 藤崎

- ■■ 96
  - 桧原営業所 - 自動車免許試験場前 - 長住六丁目 - 長住三丁目 - 島廻橋 - 笹丘 - 六本松二丁目 - 鳥飼 - 西新四丁目 - 藤崎

### 野間快速線

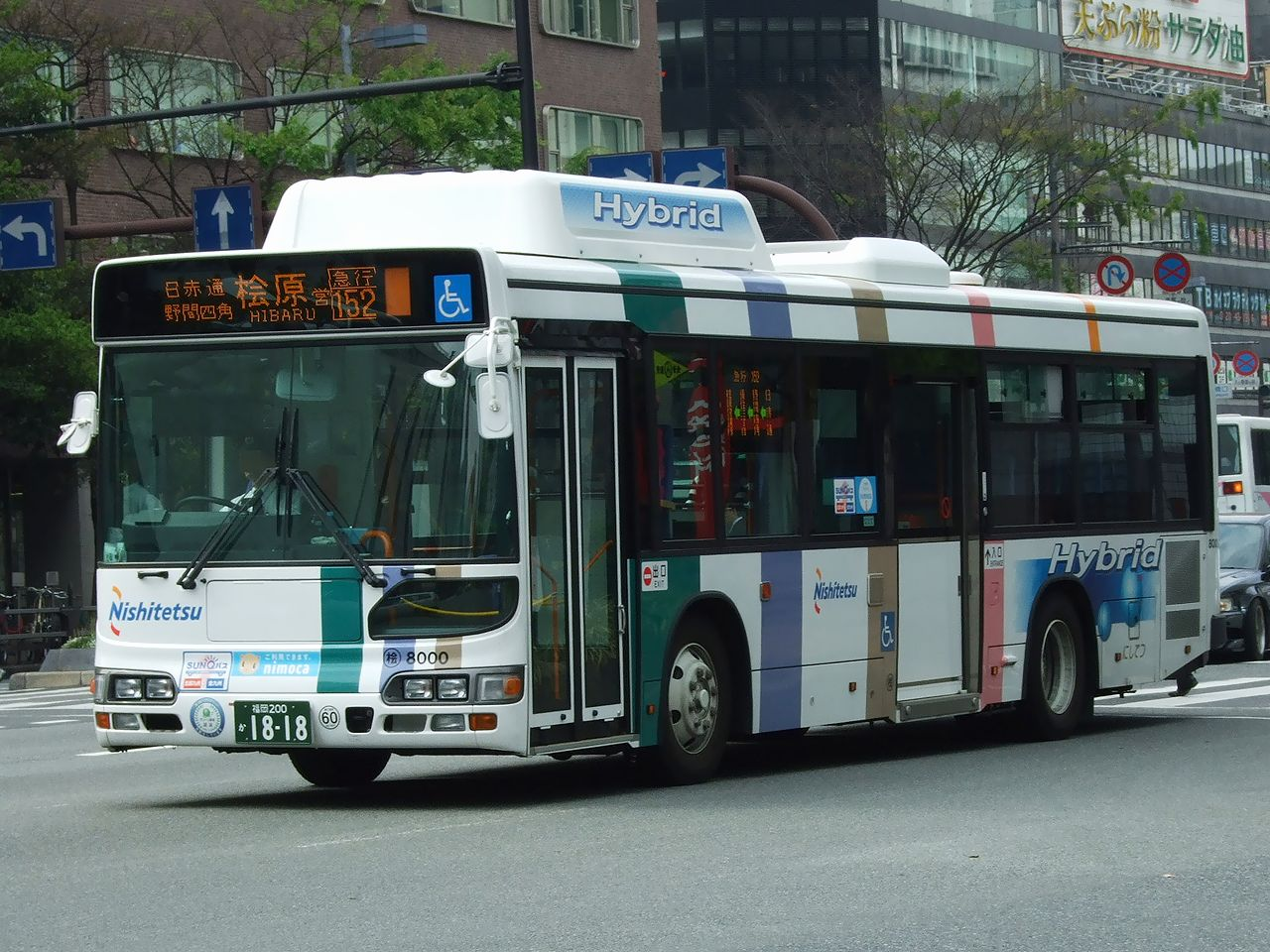
急行152番 桧原営業所行き
（天神交差点）

柏原・桧原地区 - 天神・福岡タワー・中央ふ頭間を、日赤通り経由で結ぶ路線。柏原営業所との共同運行。
- ■■ 快速151／■80（渡辺通一丁目→中央ふ頭クルーズセンター間）／■W1（清水町→福岡タワー間）（快速区間：清水町 - 天神・みずほPayPayドーム）
  - 桧原営業所 - 自動車免許試験場前 - 皿山一丁目 - 野間四角 - 清水町 - 日赤前 - 那の川 - 渡辺通一丁目 - 天神 - （天神北RP - 都市高速 - 西公園RP） - 伊崎 - みずほPayPayドーム - 九州医療センター - 福岡タワー（TNC放送会館）
  - 柏原営業所 - 柏陵高校前 - 自動車免許試験場前 - 皿山一丁目 - 野間四角 - 清水町 - 日赤前 - 那の川 - 渡辺通一丁目 - 天神 - 福岡市民ホール - 国際会議場サンパレス前 - マリンメッセ前 - 博多港国際ターミナル（中央ふ頭） - 中央ふ頭クルーズセンター
- ■■ 快速152／■80（渡辺通一丁目→中央ふ頭クルーズセンター間）／■W1（清水町→福岡タワー間）（快速区間：清水町 - 天神・みずほPayPayドーム）
  - 桧原営業所 - 松本池 - 長住六丁目 - 長住三丁目 - 野間四角 - 清水町 - 日赤前 - 那の川 - 渡辺通一丁目 - 天神 （天神北RP - 都市高速 - 西公園RP） - 伊崎 - みずほPayPayドーム - 九州医療センター - 福岡タワー（TNC放送会館）
  - 柏原営業所 - 柏陵高校前 - 松本池 - 長住六丁目 - 長住三丁目 - 野間四角 - 清水町 - 日赤前 - 渡辺通一丁目 - 天神（天神北RP - 都市高速 - 西公園RP） - 伊崎 - みずほPayPayドーム - 九州医療センター - 福岡タワー（TNC放送会館）
  - 桧原営業所 - 松本池 - 長住六丁目 - 長住三丁目 - 野間四角 - 清水町 - 日赤前 - 那の川 - 渡辺通一丁目 - 天神 - 福岡市民ホール - 国際会議場サンパレス前 - マリンメッセ前 - 博多港国際ターミナル（中央ふ頭） - 中央ふ頭クルーズセンター

### 諸岡線
ららぽーと福岡 - 博多駅間を、筑紫通り経由で結ぶ路線。竹下営業所との共同運行。桧原営業所は以下の路線のみ担当。（それ以外は竹下営業所の単独運行となる。）
- ■■ L（那珂下原→博多駅：44）
  - ららぽーと福岡 - 山王一丁目 - 博多駅（筑紫口 - 博多バスターミナル）

### 長丘〜高宮循環バス

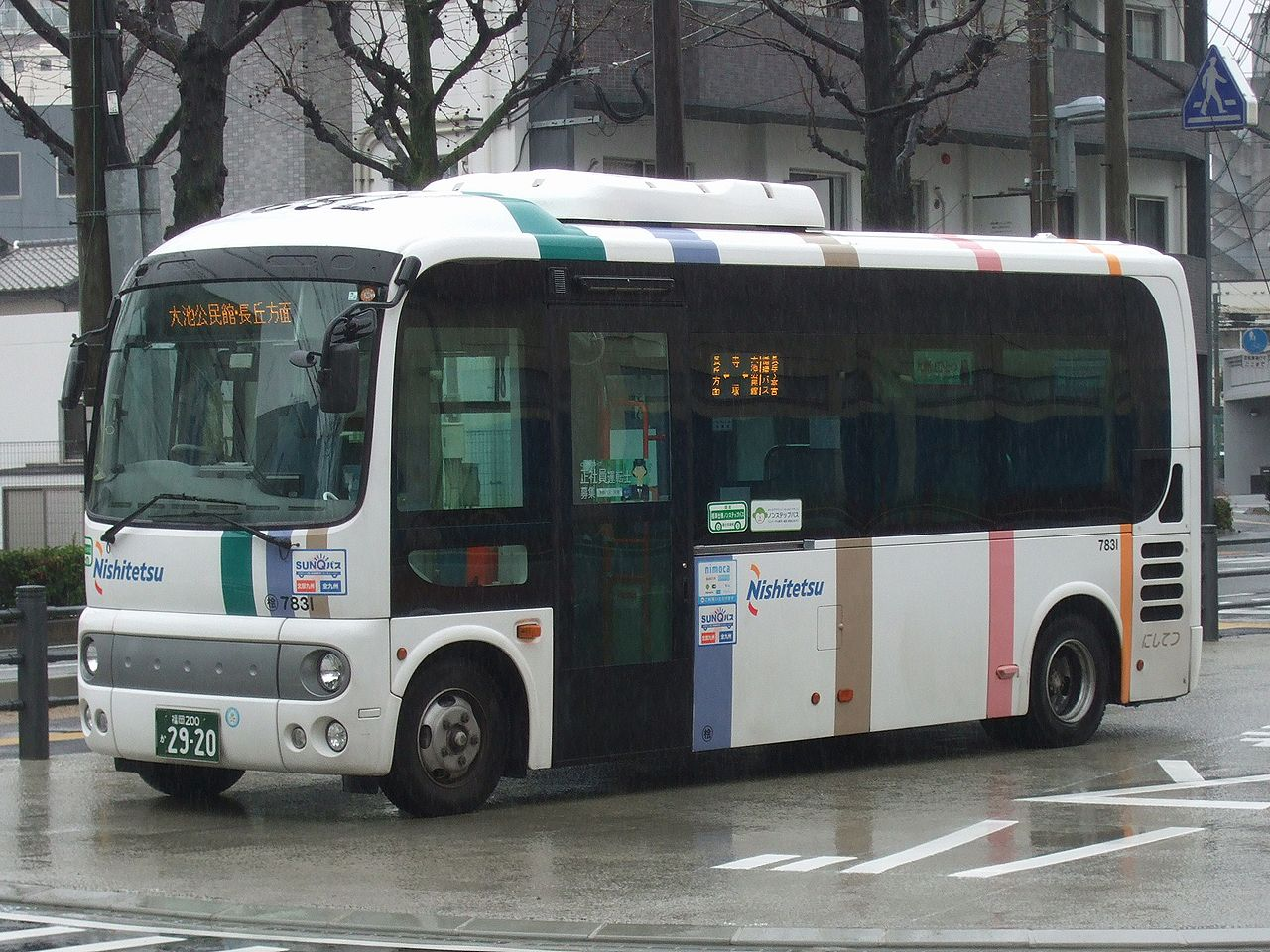
長丘〜高宮循環バスに使用される日野・ポンチョ

西鉄高宮駅を起終点に、高宮駅南西、大池通り北側の住宅地をラケット状反時計回りに循環する。当初は2012年5月28日から半年間の試行運行だったが、何度かの延長を経て、2014年6月1日より正式運行が開始された。狭隘な区間が多く、正式運行開始を前に日野・ポンチョが導入されている。
- 西鉄高宮駅東口 - 大池二丁目第二 - 寺塚 - 長丘二丁目 - 下長尾 - 長丘三丁目サニー前 - 長丘一丁目 - 穴観音 - 西鉄高宮駅東口

### 油山臨時

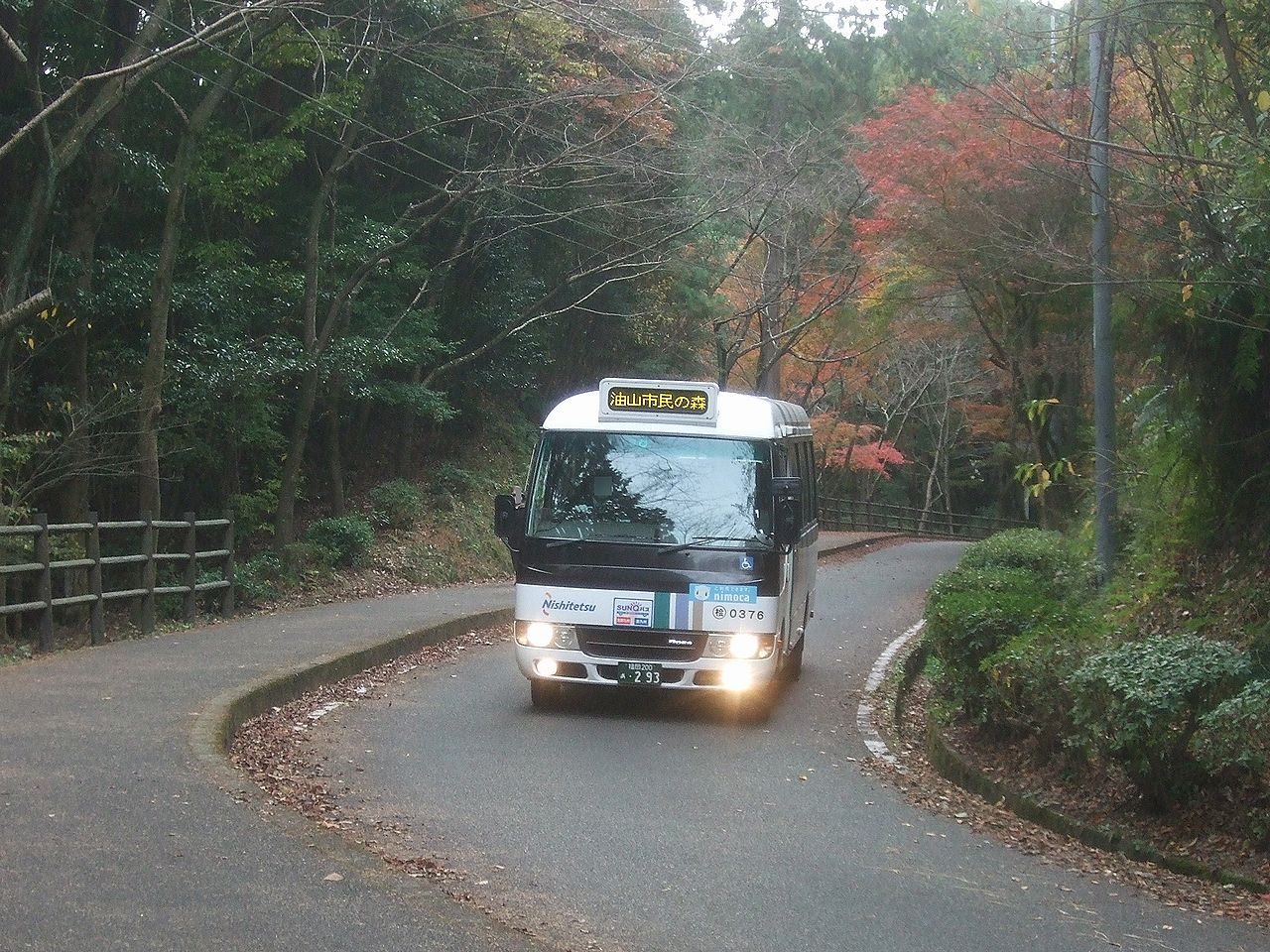
油山市民の森を走る油山臨時バス

毎年3月から11月の日曜・祝日のみ運行。地下鉄福大前駅および油山山麓部の主要停留所と油山市民の森・油山牧場を結ぶ。油山観光道路経由と、桧原営業所・花畑園芸公園経由がある。油山市民の森では一般車の通行が禁止されている区域を通行し、市民の森の管理事務所前のほか、キャンプ場、こども広場にも停車する。市民の森敷地内は狭隘区間があるため、全便小型バスで運行される。
- 福大正門前 - 西鉄片江営業所 - 堤 - 油山団地口 - 観音下 - 市民の森入口 - 油山市民の森 - キャンプ場 - こども広場 - 油山牧場
- 福大正門前 - 西鉄片江営業所 - 堤 - 油山団地口 - 西鉄桧原営業所 - 花畑園芸公園入口 - 油山牧場 - こども広場 - キャンプ場 - 油山市民の森

※上記記載停留所のみ停車

### ZOOバス
地下鉄駅と動植物園を結ぶ無料バスで、春期・秋期の日祝日、ゴールデンウィーク期間中や、8月の夜間開園日などに運行される。2016年度以降は平和台陸上競技場横・大濠公園駅 - 植物園正門間での運行。

## 過去の路線

### 野間（快速）線
- ■□ 快速53
  - 桧原営業所 - 自動車免許試験場 - 皿山一丁目 - 野間大池 - 野間四角 - 清水町 - 日赤前 - 那の川 - 渡辺通一丁目 - 天神
  - 桧原営業所 - 長住六丁目 - 長住一丁目 - 野間四角 - 清水町 - 日赤前 - 那の川 - 渡辺通一丁目 - 天神

### 小笹線
- ■□ 54
  - 桧原営業所 - 下長尾 - 小笹 - 平和五丁目 - 山荘通 - 平尾 - 一本木 - 薬院二丁目 - 警固町 - 法務局前 - 天神 - 昭和通 - 蔵本 - 祇園町 - 博多駅
  - 柏原営業所 - 下長尾 - 小笹 - 平和五丁目 - 山荘通 - 平尾 - 一本木 - 薬院二丁目 - 警固町 - 法務局前 - 天神 - 昭和通 - 蔵本 - 祇園町 - 博多駅
- ■□ 快速54
  - 桧原営業所 - 下長尾 - 小笹 - 小笹団地 - 教会前 - 薬院大通り - 薬院二丁目 - 警固町 - 法務局前 - 天神三丁目 - 昭和通 - 蔵本 - 祇園町 - 博多駅

### 小笹〜博多駅線
- ■□ 59
  - 桧原営業所 - 下長尾 - 小笹 - 平尾 - 山荘通 - 那の川 - 百年橋 - 駅南三丁目 - 駅東三丁目 - 博多駅

### 桧原循環線
- ■□ 60
  - 桧原営業所 -堤- 片江営業所 - 福大前 - 東七隈 - 小松ヶ丘 - 友丘 - 田島 - 六本松 - 赤坂三丁目 - 警固町 - 赤坂門 - 西鉄グランドホテル前 - 天神 - 渡辺通一丁目 - 那の川 - 日赤前 - 清水町 - 野間四角 - 緑園前 - 若久 - 中尾二丁目 - 屋形原 - 桧原営業所
  - 桧原営業所 - 堤-片江営業所 - 福大前 - 東七隈 - 小松ヶ丘 - 友丘 - 田島 - 六本松 - 赤坂三丁目 - 警固町 - 赤坂門 - 西鉄グランドホテル前 - 天神 - 渡辺通一丁目 - 那の川 - 日赤前 - 清水町 - 野間四角 - 緑園前 - 若久 - 福翔高校 - 九州がんセンター

### 屋形原線
- ■□ 61
  - 桧原営業所 - 柏原 - 屋形原 - 福岡病院下 - 中尾二丁目 - 若久 - 緑園前 - 神田町一丁目 - 野間四角 - 清水町 - 日赤前 - 那の川 - 高砂 - 渡辺通一丁目 - 天神 - 長浜通 - 港二丁目 - 西公園下

### 小笹〜天神線
- ■□ 65-1
  - 藤崎 - 早良口 - 昭代三丁目 - 城南区役所 - 笹丘一丁目 - 小笹 - 平尾 - 山荘通 - 那の川 - 渡辺通一丁目 - 天神

### 中尾〜博多駅線
- ■□ 66
  - 桧原営業所 - 柏原 - 屋形原 - 福岡病院下 - 中尾二丁目 - 若久 - 緑園前 - 神田町一丁目 - 野間四角 - 清水町 - 日赤前 - 那の川 - 百年橋 - 駅南三丁目 - 駅東三丁目 - 博多駅

### 野間急行線
- ■□ 急行153（急行区間：清水町 - 天神）
  - 桧原営業所 - 長住六丁目 - 長住一丁目 - 野間四角 - 清水町 - 日赤前 - 那の川 - 渡辺通一丁目 - 天神 - 福岡タワー南口

### 小笹〜天神線
- ■■ 快速 59（快速区間　天神 - 平尾、九大前行きは天神から1番として運行）
  - 九大前 - 箱崎 - 県庁前 - 千代町 - 呉服町 - 土居町 - 東中洲 - 天神 - 渡辺通一丁目 - 薬院駅前 - 薬院大通 - 平尾 - 山荘通 - 平和五丁目 - 小笹 - 下長尾 - 長丘五丁目 - 上長尾 - 桜町 - 桧原三角 - 桧原営業所
- ■■ 59
  - 天神 - 渡辺通一丁目 - 薬院駅前 - 薬院大通 - 一本木 - 平尾 - 山荘通 - 平和五丁目 - 小笹 - 下長尾 - 長丘五丁目 - 上長尾 - 桜町 - 桧原三角 - 桧原営業所
- ■■ 快速 59-1（現54） （快速区間　天神 - 平尾、九大前行きは天神から1番として運行）
  - 九大前 - 箱崎 - 県庁前 - 千代町 - 呉服町 - 土居町 - 東中洲 - 天神 - 渡辺通一丁目 - 薬院駅前 - 薬院大通 - 平尾 - 山荘通 - 平和五丁目 - 小笹 - 笹丘二丁目 - 笹丘 - 長尾一丁目 - 神松寺二丁目 - 島廻橋 - 片江一丁目 - 堤 - 東油山 - 油山団地前 -南町- 南片江小学校前 - 片江営業所
- ■■ 快速 59 （快速区間　天神 - 平尾、九大前行きは天神から1番として運行）
  - 九大前 - 箱崎 - 県庁前 - 千代町 - 呉服町 - 土居町 - 東中洲 - 天神 - 渡辺通一丁目 - 薬院駅前 - 薬院大通 - 平尾 - 山荘通 - 平和五丁目 - 小笹 - 下長尾 - 長丘五丁目 - 上長尾 - 桜町 - 桧原三角 - 桧原運動公園前 - 柏陵高校前 - 柏原営業所
- ■■ 59
  - 天神 - 渡辺通一丁目 - 薬院駅前 - 薬院大通 - 一本木 - 平尾 - 山荘通 - 平和五丁目 - 小笹 - 下長尾 - 長丘五丁目 - 上長尾 - 桜町 - 桧原三角 - 桧原運動公園前 - 柏陵高校前 - 柏原営業所
- ■■ 快速 54-1 （快速区間　天神 - 平尾、天神方面は笹丘一丁目から54番、九大前行きは天神から1番として運行）
  - 九大前 - 箱崎 - 県庁前 - 千代町 - 呉服町 - 土居町 - 東中洲 - 天神 - 渡辺通一丁目 - 薬院駅前 - 薬院大通 - 平尾 - 山荘通 - 平和五丁目 - 小笹 - 笹丘二丁目 - 梅光園口 - 梅光園一丁目 - 六本松二丁目 - 大濠 - 鳥飼 - 城西橋 - 西新パレス前 - 国立医療センター - 福岡タワー南口（TNC放送会館前）

### 小笹・小笹団地線
- ■ 快速 56 （快速区間　小笹→薬院大通、大名二丁目から3番として運行）
  - 桧原営業所→桧原三角→桜町→上長尾→長丘五丁目→下長尾→小笹→教会前→薬院大通→薬院二丁目→警固町→赤坂門→西鉄グランドホテル前→天神→東中洲→土居町→呉服町→祇園町→博多駅
- ■■ 特快 56
  - 博多駅 - 呉服町 - 川端町・博多座前 - 天神 - 警固町 - 薬院大通り - 教会前 - 動物園前 - 小笹団地東門 - 小笹 - 下長尾 - 桧原三角 - 花畑園芸公園 - も～も～らんど油山牧場

2017年3月25日に季節運行として開設。本数は土日祝日5往復であった。冬期運休の後、2018年11月25日の運行を最後に運行終了となった。（柏原営業所と共同運行）

### 福大線
この系統の廃止時は片江営業所の担当であった。
- ■■ 12（博多駅行きは大名二丁目から3番として運行）
  - 桧原営業所 - 横内 - 堤 - 片江営業所 - 福大前 - 東七隈 - 田島 - 六本松 - 警固町 - 赤坂門 - 天神 - 川端町・博多座前 - 呉服町 - 博多駅
- ■■ 12-1（博多駅行きは東七隈から12番、大名二丁目から3番として運行）
  - 博多バスターミナル - 祇園町 - 呉服町 - 土居町 - 東中洲 - 天神 - 西鉄グランドホテル前 - 赤坂門 - 警固町 - 赤坂三丁目 - 六本松 - 田島 - 友丘 - 小松ヶ丘 - 東七隈 - 福大正門前 - 西片江一丁目 - 片江営業所 - 堤 - 横内 - 桧原三角 - 桧原営業所

桧原営業所発着の本系統は同営業所の改築工事開始に伴い、2018年3月17日のダイヤ改正で片江営業所の単独運行となり、同時に本数も大幅に削減され、2023年3月25日のダイヤ改正で一日2往復にまで削減され、2023年10月1日のダイヤ改正で全便片江営業所発着に変更する形で桧原営業所発着は廃止となった。

### 福岡空港国際線～博多駅・天神線
- ■ A 
  - 福岡空港国際線 - 半道橋二丁目 - 山王一丁目 - 瑞穂 - 駅東三丁目 - 博多駅筑紫口 - 博多駅 - 駅前四丁目 - 住吉 - 柳橋 - 渡辺通一丁目 - 天神

### 福岡空港国際線ターミナル～博多駅・天神線
- ■ AIRPORT BUS

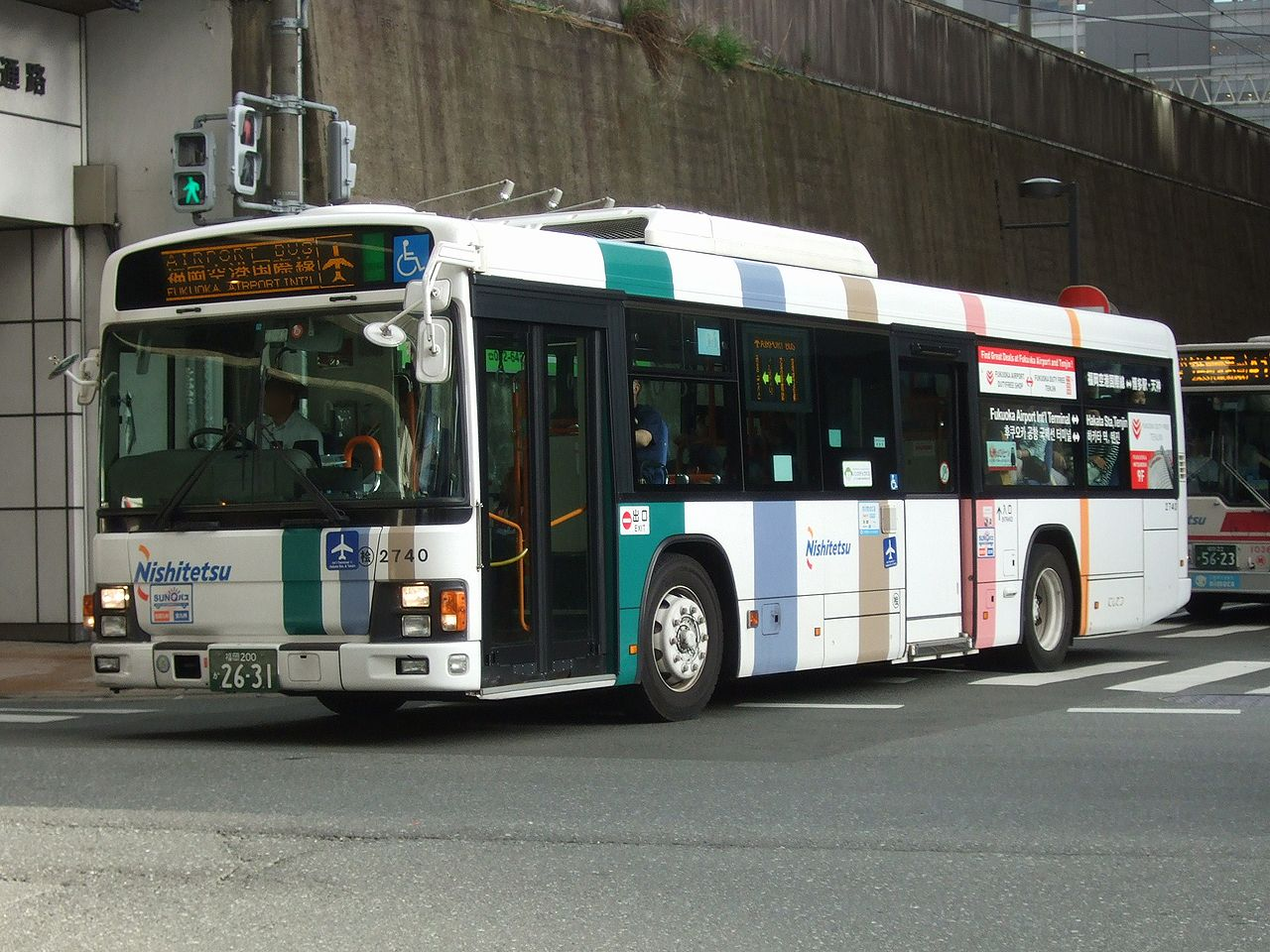
博多バスターミナルを出発する福岡空港国際線行きバス

  - 直行：福岡空港国際線 - （ノンストップ） - 博多駅（博多バスターミナル）
  - 快速：福岡空港国際線 - 山王一丁目 - 瑞穂 - 博多駅 - 駅前四丁目 - 渡辺通一丁目 - 西鉄天神高速バスターミナル
  - 各停：福岡空港国際線 - 半道橋二丁目 - 山王一丁目 - 山王公園前 - 瑞穂 - 駅東三丁目 - 駅東二丁目 - 博多駅 - 駅前四丁目 - 渡辺通一丁目 - 西鉄天神高速バスターミナル

新型コロナウイルスの影響により、2020年4月4日から直行便の運行を休止、さらに同年10月1日より快速・各停便も含めて全便運休している。
その後博多駅直行系統のみ運行再開時に担当から外れ、専用車2台が吉塚営業所に転属。2023年10月ダイヤ改正より吉塚・片江営業所担当で運行中。

### 博多駅〜中央ふ頭線
- ■  80

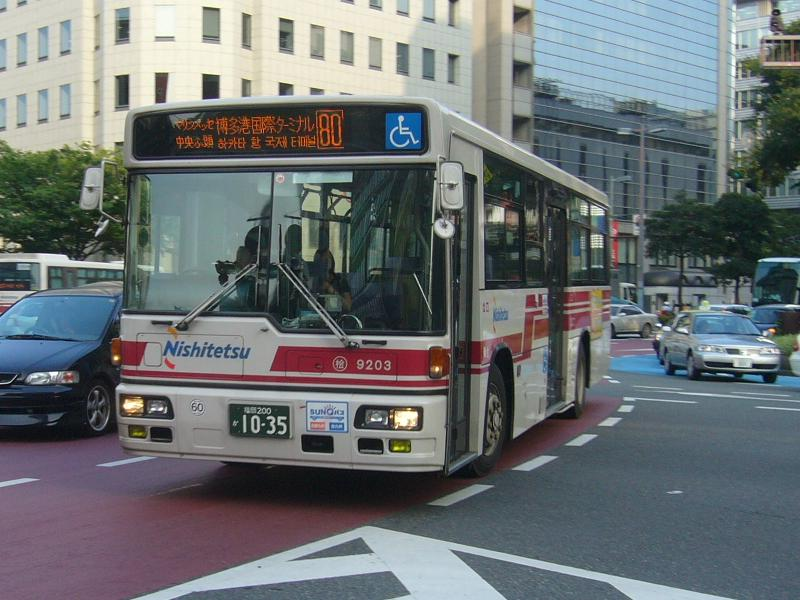
80番 天神橋口交差点

  - 博多駅地区 - 祇園町 - キャナルシティ博多前 - (←■68)天神地区 - 市民会館前 - 国際会議場・サンパレス前 - マリンメッセ前 - 博多港国際ターミナル

### 桧原（外環状）のこ渡船場線
桧原・長住・七隈等の南区エリアと能古渡船場を福岡外環状道路経由で結ぶ路線として、2017年3月25日に開設。2018年10月28日まで土日祝日のみ運行した。
- ■ 外環2
- 2017年3月25日から9月30日までの経路
  - 桧原営業所 - 松本池 - 長住三丁目 - 島廻橋 - 福大前 - （福大トンネル） - 野芥駅前  - 次郎丸駅前 - 木の葉モール橋本前 - 橋本西 - 福重ランプ - 車両基地東 - 小戸公園前 - マリノアシティ福岡 - 名柄団地 - 能古渡船場
- 2017年10月1日から2018年3月31日までの経路
  - 桧原営業所 - 松本池 - 長住三丁目 - 島廻橋 - 福大前 - （福大トンネル） - 野芥駅前  - 次郎丸駅前 - 木の葉モール橋本前 - 橋本西 - 小戸公園前 - マリノアシティ福岡 - 名柄団地 - 能古渡船場（橋本西 - 能古渡船場間快速）
- 2018年4月1日から10月28日までの経路
  - 桧原営業所 - 自動車免許試験場前 - 長住三丁目 - 島廻橋 - 福大前 - （福大トンネル） - 野芥駅前  - 次郎丸駅前 - 木の葉モール橋本前 - 橋本西 - 小戸公園前 - マリノアシティ福岡 - 名柄団地 - 能古渡船場（橋本西 - 能古渡船場間快速）

### 長住〜天神線
- ■■ 55→80（渡辺通一丁目電気ビル共創館前から）
  - （55番:現行路線 桧原営業所 - 長住六丁目 - 天神） - 市民会館南口 - 国際会議場サンパレス前 - マリンメッセ前 - 博多港国際ターミナル（中央ふ頭）

中央ふ頭発着はBRTに代替され減便となり、2019年7月20日のダイヤ改正で那の津四丁目発着に変更する形で廃止となった。

### キャナルシティライン線
- CANAL CITY LINE BUS
  - 博多駅前A → 駅前四丁目 → テレQ前 → キャナルシティ博多前 → 中洲・南新地 → 春吉 → 天神・福岡市役所前 → 天神ソラリアステージ前7C → 天神大丸前4A → 春吉 → 中洲・南新地 → キャナルイーストビル前 → テレQ前 → 駅前四丁目 → 博多駅センタービル前E

地下鉄七隈線延伸に伴い、2023年3月25日のダイヤ改正で廃止となった。

## 車両
- 路線車

大型車は日産ディーゼルといすゞと日野および三菱ふそうの配置。西工B型と純正車体の両方が配置されている。2009年2月20日より日野ブルーリボンシティ・ハイブリッド（純正J-BUSボディ）を2台運行している。2010年に同型車2台を追加投入、その後他営業所より2台転属し、現在は6台運行されている。2012年の初めには三菱ふそう・エアロスターが2台、2013年には福岡空港国際線ターミナル～博多駅・天神線の運行に合わせていすゞエルガのノンステップ車が、2014年には日野ブルーリボンⅡノンステップ車が配置されている。2015年にはエルガハイブリッドが配置された。その後は日野ブルーリボン、三菱ふそうエアロスターが主に増備されている。また、少数派ではあるが諸岡線（L系統）の運行のため竹下営業所から転属した1046・1047、キャナルシティライン線の廃止により博多営業所から転属した1251、百道浜営業所から転属した1339など2016年以降に製造されたエルガも配置されている。
中型車は純正車体の日野レインボーIIが配置されている。通常は長住〜天神線（55番）のみで使用するが、臨時便で他路線に使用することもある。
小型車は日野・ポンチョ1台と三菱ふそう・ローザが配置されている。油山牧場線と長丘〜高宮循環バスで使用される。
福岡市動植物園のラッピングを施された車両が複数台存在しており、主に56番や58番等に使用されている。
- 貸切車

現在は配置されていない。
スクールバス用の日産ディーゼルB型が配置していたが、2020年度よりスクールバスが他社譲渡となり、金武営業所に転属された。
2021年春にいすゞガーラHDが宇美営業所に転出された。

## 備考
- 2004年ごろに桧原営業所の車両15台にLED行先表示機が試験装着され、運用された。西鉄で最初にLED行先表示機を導入した営業所である。